# AMR GP
AMR GP Limited（旧レーシング・ポイント UK Limited）は、イギリスのシルバーストーンに拠点を置くF1のレーシングチームである、アストンマーティンF1チームを所有および運営する企業である。同社は財政的に苦境に陥った、フォース・インディアF1チームのF1レース資産を買収するために2018年8月に設立された。2018年ベルギーGP直前にチーム資産を買収した後同レースに参戦し、2018年シーズンの残りのレースでは、レーシング・ポイント・フォース・インディアF1チームとして、コンストラクターズタイトルであるフォース・インディアを使い続けた。
2019年、チームはレーシング・ポイントF1チームに改名された。2021年には、アストンマーティンF1チームに変更された。

## 歴史

### レーシング・ポイント UK Limited
2018年7月27日、フォース・インディアF1チームは11シーズン運営の後、フォース・インディアF1チーム・Limitedが管理下に置かれた。
8月2日、当時ウィリアムズF1のドライバーだった、ランス・ストロールの父親であるローレンス・ストロールが主導し、アンドレ・デスマレ、ジョナサン・ダドマン、ジョン・D・アイドル、ジョン・マッコウ・ジュニア、マイケル・デ・ピクシオット、サイラス・チョウらとコンソーシアムが設立された。そしてチームを救う手段として新会社、レーシング・ポイント UK Limitedを設立した。
8月23日、新会社はチームの資産を購入し、チームで働く400人の従業員の雇用を確保することで管理者と合意に達した。新会社はその資産を活用して、元フォース・インディアの空いたエントリーを引き継いで、2018年ベルギーGPから新たなコンストラクターとして、レーシング・ポイント・フォース・インディアF1チームとして参入した。なお登記上は、レーシング・ポイントはフォース・インディアとのつながりは無く、ジョーダン・グランプリ以来続いていた法人としてのフォース・インディア・フォーミュラワン・Limitedは消滅することになった。
副チーム代表のロバート・ファーンリーが辞任し、2010年からフォース・インディアのCOOを務めたオトマー・ザフナウアーが、チーム代表兼CEOに就任したことを除けば、新チームでも人的役割はほとんど変わっていない。